# Atomic Kitten
Atomic Kitten — британський вокальний гурт, активний у 1998—2008 роках. Створений у Ліверпулі. До складу гурту входили Дженні Фрост, Керрі Катона, Ліз МакКларнон та Наташа Гамільтон.
Спочатку група називалася Honeyhead (англ. Медова голова), пізніше колектив був перейменований в Automatic Kittens (англ. Автоматичні кошенята), назву лейблу їх дизайнера. Гурт має в активі 3 сингли, що очолювали хіт-парад Великої Британії: «Whole Again», «Eternal Flame» (кавер-версія однойменного шлягера гурту The Bangles) і «The Tide Is High (Get the Feeling)» (кавер-версія пісні «The Tide Is High» з репертуару гурту The Paragons). Альбоми Right Now і Feels So Good очолював хіт-парад британських альбомів. Загальний тираж проданих групою записів перевищив 10 мільйонів екземплярів, в тому числі 6,2 мільйони синглів і 4 мільйони альбомів.

## Дискографія

### Сингли
| Рік  | Назва                              | Позиція в рейтингах | Позиція в рейтингах | Позиція в рейтингах | Позиція в рейтингах |
| Рік  | Назва                              | UK                  | GER                 | LP3                 | SLiP                |
| ---- | ---------------------------------- | ------------------- | ------------------- | ------------------- | ------------------- |
| 1999 | Right Now                          | 10                  | —                   | —                   | —                   |
| 2000 | See Ya                             | 6                   | —                   | —                   | —                   |
| 2000 | I Want Your Love                   | 10                  | —                   | —                   | —                   |
| 2000 | Follow Me                          | 20                  | —                   | —                   | —                   |
| 2001 | Whole Again                        | 1                   | —                   | —                   | 43                  |
| 2001 | Eternal Flame                      | 1                   | —                   | —                   | 44                  |
| 2001 | You Are                            | —                   | —                   | —                   | —                   |
| 2002 | It's OK!                           | 3                   | —                   | —                   | —                   |
| 2002 | The Tide Is High (Get The Feeling) | 1                   | —                   | —                   | 49                  |
| 2002 | Be With You                        | 2                   | —                   | 45                  | 45                  |
| 2003 | The Last Goodbye                   | 2                   | —                   | —                   | 67                  |
| 2003 | Love Doesn't Have to Hurt          | 4                   | —                   | —                   | —                   |
| 2003 | If You Come to Me                  | 3                   | —                   | —                   | 37                  |
| 2003 | Ladies Night (& Kool & The Gang)   | 8                   | —                   | —                   | —                   |
| 2003 | Someone Like Me                    | 8                   | —                   | —                   | —                   |
| 2005 | Cradle                             | 10                  | —                   | —                   | —                   |
| 2006 | All Together Now                   | —                   | 16                  | —                   | —                   |
| 2008 | Anyone Who Had A Heart             | 77                  | —                   | —                   | —                   |

### Альбоми
| Рік  | Назва         | Позиція в рейцтингу | Позиція в рейцтингу | Позиція в рейцтингу | Позиція в рейцтингу | Позиція в рейцтингу |
| Рік  | Назва         | [ 4 ]               | [ 5 ]               | [ 6 ]               | Німеччина           | США                 |
| ---- | ------------- | ------------------- | ------------------- | ------------------- | ------------------- | ------------------- |
| 2000 | Right Now     | 1                   | 86                  | 12                  | 6                   | -                   |
| 2002 | Feels So Good | 1                   | 21                  | 3                   | 6                   | -                   |
| 2003 | Atomic Kitten | -                   | -                   | 7                   | -                   | 102                 |
| 2003 | Ladies Night  | 5                   | 67                  | 3                   | 12                  | -                   |
| 2004 | Greatest Hits | 5                   | -                   | 8                   | 42                  | -                   |